# Kontrabant (skupina)
Kontrabant je slovenska glasbena skupina v zasedbi: Béla Szomi, harmonika, kitara, glavni vokal; Pál Szomi bobni, kitara, vokal; Dušan Železnikar, kitara, bouzouku, vokal; Matijas Severhen, čelo bas, kitara, vokal; Gašper Povše, violina, mandolina, ter občasna članica, klarinetistka in pevka Kika Szomi Kralj. Tekstopisec Karel Turner.

## Diskografija
1. Utrinek/Akaun (1995)
2. Regrat u salat (1997)
3. Z nogami v zrak (2001)
4. Prešvercano (2004)
5. Dobri geni (2009)
6. Smuggling gypsies (2011 – kompilacija)
7. Sladki bes (2013)
8. Tavozoban (2014)
9. Vrnitev domov/Hazateres (2015- virtualni CD, skladbe s koncerta v Lendavi, dne 12.12.2015)
10. Najboukše prešvercano/The best of smuggled (slovenska kompilacija 2017)
11. Muravidék (madžarska kompilacija 2018)
12. Vidno je nevidno (2021)

Dosedanji videospoti:
- 1996 – Hej Roma, Odi mala
- 1997 – Samo zate, Regrat u salat
- 2002 – Dal ti bom pesem, Prekmurje
- 2009 – Slovenski dopust po repersko
- 2010 – Hvala gospod predsednik
- 2013 – Na predjesen
- 2015 - Tel (Zima)